# Julia Denton
Julia Catherine Denton ist eine US-amerikanische Schauspielerin und Synchronsprecherin. In Filmcredits wird sie auch als Julia Denton Francis geführt.

## Leben
Denton lieh ihre Stimme 2001 im Computerspiel Mary-Kate & Ashley: Crush Course. 2003 gab sie ihr Schauspieldebüt im Kurzfilm Vanity Mirror. Im Folgejahr gab sie ihr Filmschauspieldebüt Stand Up. Nach Besetzungen in weiteren Kurzfilmproduktionen und Episodenrollen in K-Ville und Gone war sie 2012 in zwei Episoden der Fernsehserie Army Wives in der Rolle der Col Olivia Sawyer zu sehen. Von 2013 bis 2014 wirkte sie in der Fernsehserie Advocate & Solicitor mit. 2014 übernahm sie die Rolle der Natalie im Horrorfilm Devil’s Due – Teufelsbrut. 2016 übernahm sie im Film Umweg nach Hause die Rolle der Janet. Im Folgejahr wirkte sie im Katastrophenfilm Geostorm mit. Im selben Jahr spielte sie die größere Rolle der Marian Cranberry im Film Weihnachten an der Küste – Christmas on the Coast. 2021 spielte sie im Film Icon als Lisa Tolentino mit. 2023 war sie in eine der Hauptrollen der Amanda im Film The Unbreakable Bunch zu sehen.

## Filmografie (Auswahl)
- 2003: Vanity Mirror (Kurzfilm)
- 2004: Stand Up
- 2005: Buried Dreams (Kurzfilm)
- 2006: 6 Out of 7 (Kurzfilm)
- 2007: The Woods Have Eyes
- 2007: K-Ville (Fernsehserie, Episode 1x07)
- 2008: Contract Killers
- 2009: Abel’s Wheels (Kurzfilm)
- 2009: Welcome to Academia
- 2009: Who Stole the Electric Car?
- 2009: Life, Love, and Other Four Letter Words (Kurzfilm)
- 2009: The Fourth Wall (Kurzfilm)
- 2011: Gone (Fernsehserie, Episode 1x01)
- 2011: Truth Seekers
- 2012: Army Wives (Fernsehserie, 2 Episoden)
- 2012: Catch of a Lifetime
- 2013: Dr. Dani Santino – Spiel des Lebens (Fernsehserie, Episode 3x04)
- 2013–2014: Advocate & Solicitor (Fernsehserie, 2 Episoden)
- 2014: Devil’s Due – Teufelsbrut (Devil’s Due)
- 2015: Becky & Barry #theactorslife (Fernsehserie, Episode 3x05)
- 2015: The Haves and the Have Nots (Fernsehserie, Episode 2x18)
- 2016: Umweg nach Hause (The Fundamentals of Caring)
- 2016: Stürmische Ernte – In Dubious Battle (In Dubious Battle)
- 2016: Smoke & Mirrors (Kurzfilm)
- 2017: Nashville (Fernsehserie, Episode 5x10)
- 2017: Geostorm
- 2017: Weihnachten an der Küste – Christmas on the Coast (Christmas on the Coast)
- 2018: The Boarder (Fernsehfilm)
- 2018: To Catch a Killer (Fernsehserie, Episode 1x01)
- 2018: Sent Forth (Kurzfilm)
- 2018: Dumplin'
- 2019: When We Last Spoke
- 2019: The Reliant
- 2019: Creepshow (Fernsehserie, Episode 1x03)
- 2021: Icon
- 2022: Gift of Murder (Fernsehfilm)
- 2022: Kingdom Business (Fernsehserie, Episode 1x06)
- 2023: The Unbreakable Bunch

## Synchronisationen (Auswahl)
- 2001: Mary-Kate & Ashley: Crush Course (Computerspiel)